# Puerto Edén
Puerto Edén, auch Villa Puerto Edén, in Kawesqar Jetarktétqal, ist ein Weiler an der Ostküste der chilenischen Insel Wellington am Messier-Kanal. Puerto Edén liegt in der Kommune Natales in der Provinz Última Esperanza in der Región de Magallanes y de la Antártica Chilena.

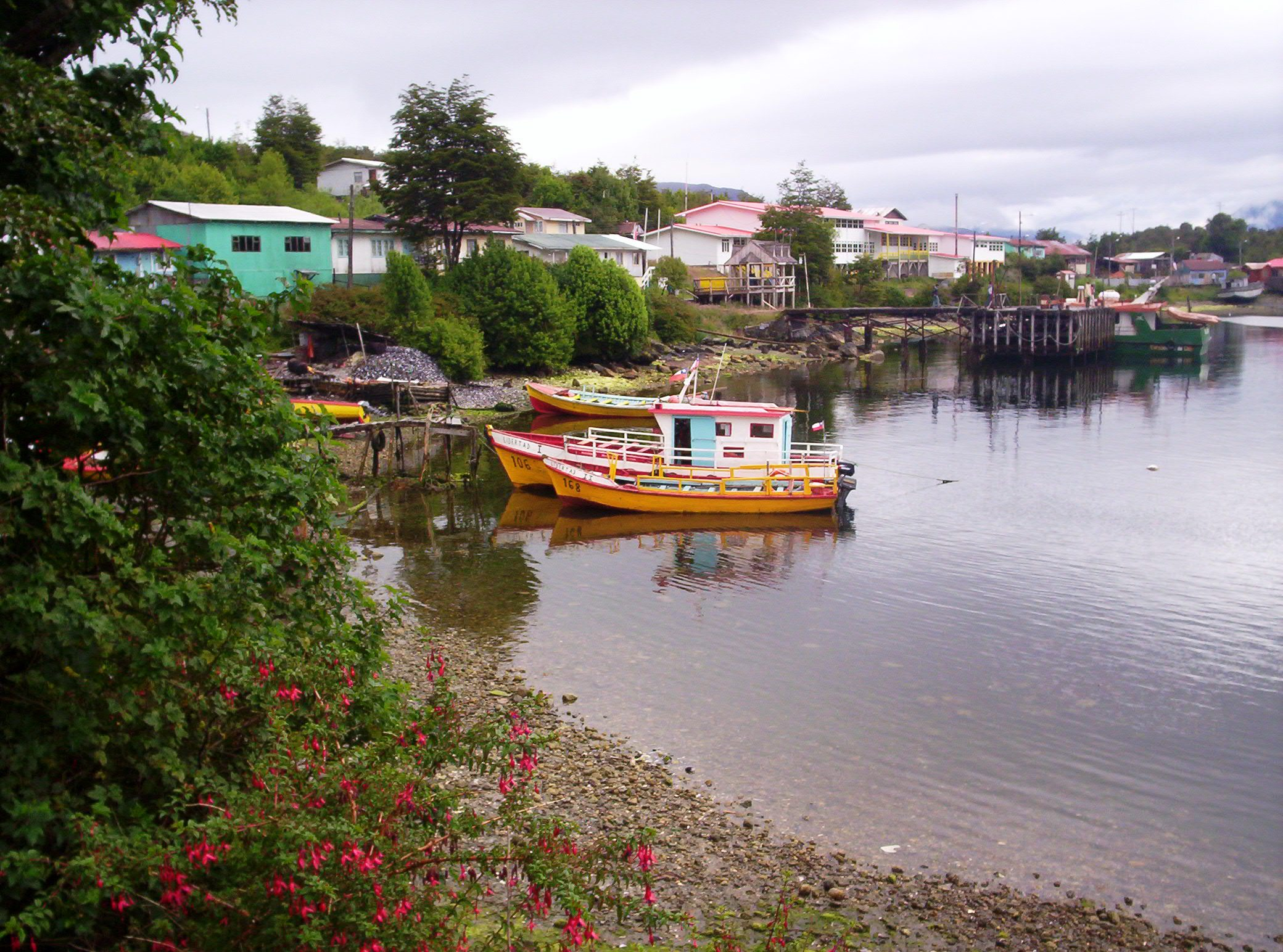
Puerto Edén

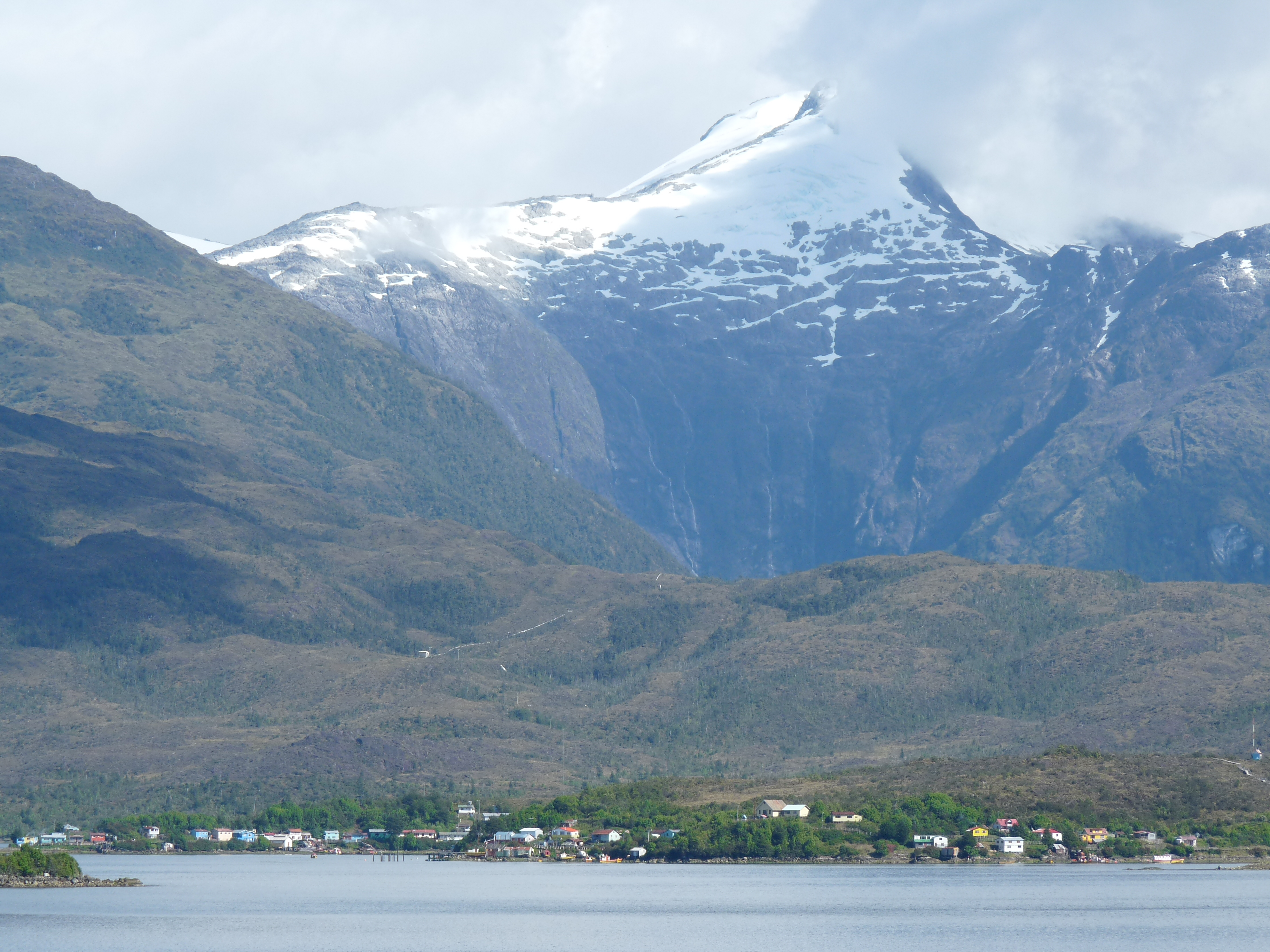
Puerto Edén mit Umgebung

Puerto Edén ist als Heimatort der letzten Kawesqar bekannt. Die etwa 300 Einwohner (176 Einwohner gemäß Volkszählung 2002) sind fast ausschließlich Fischer.

## Geschichte
1937 richtete die Chilenische Luftwaffe am Messier-Kanal eine Station zur Betankung und Reparatur von Wasserflugzeugen ein, da hier ruhige Wasserverhältnisse herrschen.  Die Flugzeuge sollten eine schnelle Verbindung von Puerto Montt nach Punta Arenas an der Magellan-Straße herstellen. Seit etwa 1940 ist der Ort auch von Zivilpersonen bewohnt, offiziell gegründet wurde Puerto Edén jedoch erst 1969.

## Tourismus
Die kleine Siedlung wird jeweils einmal in der Woche von den Schiffen der chilenischen Inlandsreederei Navimag auf ihren Fahrten nach Süden bzw. nach Norden angelaufen. Ein bemerkenswerter Tourismus hat sich bis 2011 jedoch noch nicht entwickelt.